# SP La Fiorita
S.P. La Fiorita este o echipă de fotbal din Montegiardino, San Marino.

## Titluri
- Campionato Sammarinese di Calcio: 2

1987, 1990
- Coppa Titano: 7

1986, 2012, 2013, 2016, 2018, 2021, 2024
- Trofeul Federal San Marino: 2

1986, 1987